# Rochinha
Diogo Filipe Costa Rocha, meglio noto come Rochinha (Espinho, 3 maggio 1995), è un calciatore portoghese, centrocampista del Famalicão.

## Caratteristiche tecniche
È un esterno sinistro.

## Carriera

### Club
Ha esordito il 1º ottobre 2014 con la maglia del Benfica B in un match pareggiato 1-1 contro il Santa Clara.

### Nazionale
Ha giocato nelle nazionali giovanili portoghesi Under-17 ed Under-19.

## Statistiche

### Presenze e reti nei club
Statistiche aggiornate al 15 marzo 2025.
| Stagione                 | Squadra                  | Campionato               | Campionato | Campionato | Coppe nazionali | Coppe nazionali | Coppe nazionali | Coppe continentali | Coppe continentali | Coppe continentali | Altre coppe | Altre coppe | Altre coppe | Totale | Totale | Totale |
| Stagione                 | Squadra                  | Comp                     | Pres       | Reti       | Comp            | Pres            | Reti            | Comp               | Pres               | Reti               | Comp        | Pres        | Reti        | Pres   | Reti   |        |
| ------------------------ | ------------------------ | ------------------------ | ---------- | ---------- | --------------- | --------------- | --------------- | ------------------ | ------------------ | ------------------ | ----------- | ----------- | ----------- | ------ | ------ | ------ |
| 2014-gen. 2015           | Benfica B                | SL                       | 4          | 0          | -               | -               | -               | -                  | -                  | -                  | -           | -           | -           | 4      | 0      |        |
| gen.-giu. 2015           | Bolton                   | FLC                      | 4          | 0          | FACup+CdL       | -               | -               | -                  | -                  | -                  | -           | -           | -           | 4      | 0      |        |
| 2015-2016                | Standard Liegi           | PL                       | 2          | 0          | CB              | 1               | 0               | -                  | -                  | -                  | -           | -           | -           | 3      | 0      |        |
| gen.-giu. 2017           | Boavista                 | PL                       | 8          | 0          | CP+CdL          | 0               | 0               | -                  | -                  | -                  | -           | -           | -           | 8      | 0      |        |
| 2017-2018                | Boavista                 | PL                       | 27         | 2          | CP+CdL          | 1+1             | 0               | -                  | -                  | -                  | -           | -           | -           | 29     | 2      |        |
| 2018-gen. 2019           | Boavista                 | PL                       | 16         | 1          | CP+CdL          | 3+1             | 1+0             | -                  | -                  | -                  | -           | -           | -           | 20     | 2      |        |
| Totale Boavista          | Totale Boavista          | Totale Boavista          | 51         | 3          |                 | 6               | 1               |                    | -                  | -                  |             | -           | -           | 57     | 4      |        |
| gen.-giu. 2019           | Vitória Guimarães        | PL                       | 13         | 2          | CP+CdL          | -               | -               | -                  | -                  | -                  | -           | -           | -           | 13     | 2      |        |
| 2019-2020                | Vitória Guimarães        | PL                       | 21         | 1          | CP+CdL          | 1+3             | 0               | UEL                | 12                 | 3                  | -           | -           | -           | 37     | 4      |        |
| 2020-2021                | Vitória Guimarães        | PL                       | 33         | 6          | CP+CdL          | 2+1             | 0               | -                  | -                  | -                  | -           | -           | -           | 36     | 6      |        |
| 2021-2022                | Vitória Guimarães        | PL                       | 30         | 5          | CP+CdL          | 2+4             | 1+1             | -                  | -                  | -                  | -           | -           | -           | 36     | 7      |        |
| Totale Vitória Guimarães | Totale Vitória Guimarães | Totale Vitória Guimarães | 97         | 14         |                 | 13              | 2               |                    | 12                 | 3                  |             | -           | -           | 122    | 19     |        |
| 2022-2023                | Sporting Lisbona         | PL                       | 16         | 1          | CP+CdL          | 1+2             | 0               | UCL+UEL            | 1+0                | 0                  | -           | -           | -           | 20     | 1      |        |
| 2023-gen. 2024           | Al-Markhiya              | QSL                      | 11         | 0          | QSC+EQC         | 4+0             | 0               | -                  | -                  | -                  | -           | -           | -           | 15     | 0      |        |
| feb.-giu. 2024           | Kasımpaşa                | SL                       | 7          | 0          | CT              | -               | -               | -                  | -                  | -                  | -           | -           | -           | 7      | 0      |        |
| 2024-2025                | Famalicão                | PL                       | 22         | 0          | CP+CdL          | 2+0             | 0               | -                  | -                  | -                  | -           | -           | -           | 24     | 0      |        |
| Totale carriera          | Totale carriera          | Totale carriera          | 214        | 18         |                 | 29              | 3               |                    | 13                 | 3                  |             | -           | -           | 256    | 24     |        |

## Palmarès
- Coppa del Belgio: 1

Standard Liegi: 2015-2016